# Damaszkuszi Szent János

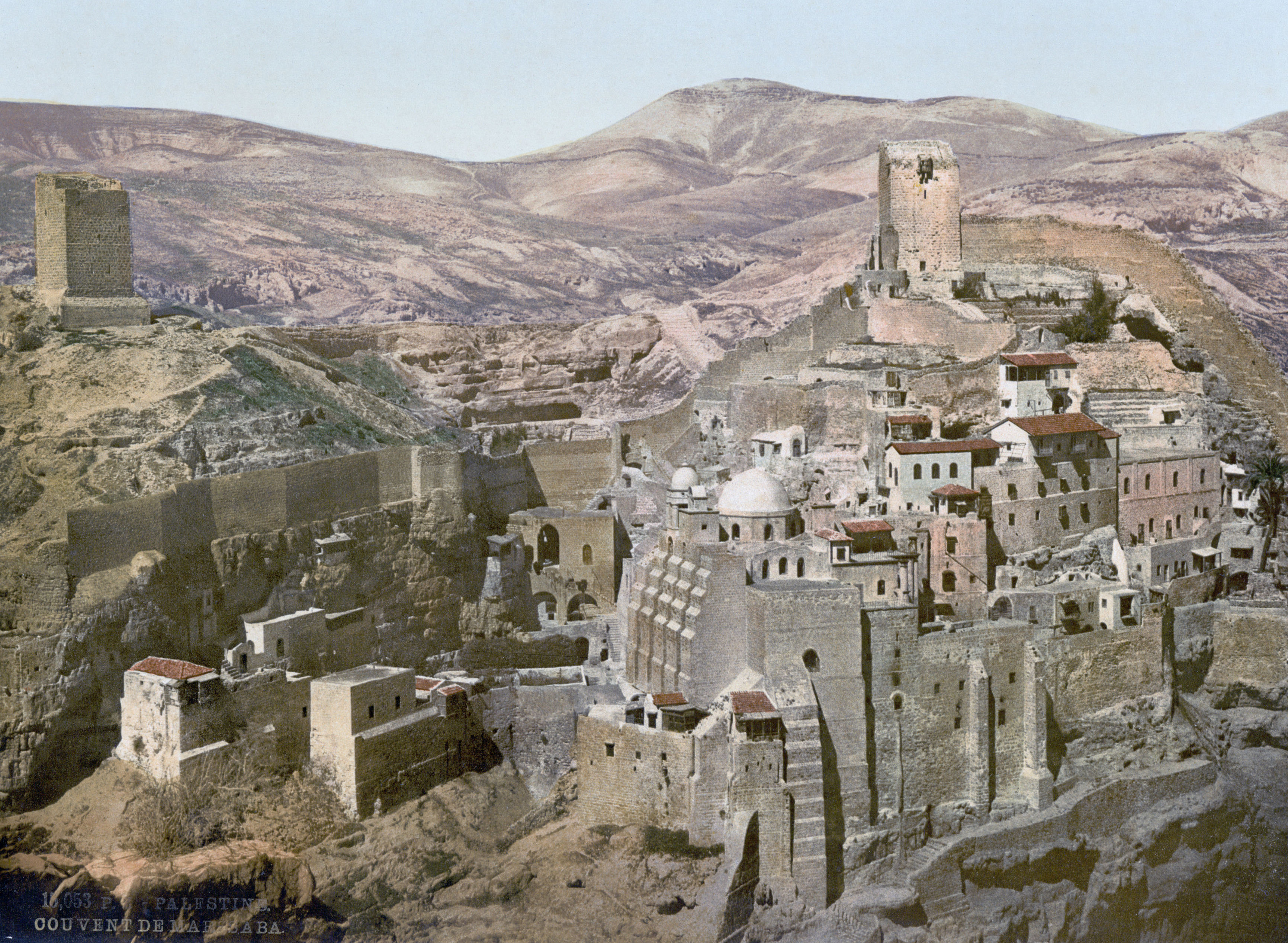
Mar Saba-kolostor 1900 körül

Damaszkuszi János (arabul: يوحنا الدمسقي, ógörögül: Ιωάννης Δαμασκήνος [Ióannész Damaszkénosz], latinul: Iohannes Damascenus, ékesszólónak gr. Χρυσορρόας [Khrüszorróász], la. Chrysorrhoas is nevezték) egyházi tiszteletet kifejező nevén Damaszkuszi Szent János (Damaszkusz, 645 körül –  Mar Saba-kolostor, 749/754. december 4.) szír keresztény teológus, szerzetes, az ortodox és a katolikus egyház utolsó közösen tisztelt egyházatyája. XIII. Leó pápa 1890-ben az egyháztanítók sorába emelte.

## Élete
VII. János jeruzsálemi pátriárka írta meg életét a 10. században egy arab nyelvű változat alapján. Előkelő szír keresztény családból származott. Születésekor Szíria már muszlim fennhatóság alá tartozott. I. Muávija kalifa Damaszkuszt tette meg fővárosnak. János édesapja, Szargun ibn Manszúr a kalifa kincstárnoka, nagyapja pedig Hérakleiosz bizánci császár adóbeszedője volt. János Muávija fiának, a későbbi I. Jazíd kalifának volt játszótársa. Két kultúrában nőtt fel, arabul is megtanult, mert hivatalnok pályára szánta családja. 23 éves volt, amikor apja egy hadifogolyra, Kozmászra bízta tanítását, s akinek visszaadta szabadságát. A szicíliai görög származású tudós szerzetes oktatta zenére, asztronómiára, teológiára, bevezette a metafizikába, és megismertette vele Arisztotelész logikáját is. János tanulmányozta Diophantosz Arithmeticáját és  Eukleidész geometriáját is. Édesapja  halála után magas rangú hivatalnok lett. Abd al-Malik kalifa uralkodása alatt egyre erősödött a keresztényellenesség, ezért János elhagyta Damaszkuszt, és fogadott testvérével, Kozmásszal 700 körül bevonult a Jeruzsálemhez közel fekvő Mar Saba-kolostorba. V. János jeruzsálemi pátriárka szentelte pappá. Ott is halt meg a század közepe táján.

## Művei
Szent János számos teológiai műve foglalkozik a dogmatikával és az apologetikával. Írt hagiográfiai műveket, prédikációkat és himnuszokat, melyeket a keleti keresztény egyházak kolostoraiban mai is énekelnek a liturgiában. A mennybevétel doktorának is nevezik Szűz Mária mennybevételének szentelt írásai miatt. Leghíresebb műve A megismerés forrása. Az első rész a Dialektika az ókori filozófiával foglalkozik. A második részben, a Tévtanokban száz eretnek irányzatot mutat be. 
Az itteni utolsó fejezetben, a százegyedikben szól az iszlámról. E fejezet abban különböző, hogy a többi rendszerint pár mondatban vagy rövid fejezetben szól a különféle tévtanokról, míg e fejezet, Az ishmaeliták tévelygései több oldalon át tárgyalja az iszlámot, mint keresztényellenes, eretnek mozgalmat. Damaszkuszi Szt. János az iszlám részletes ismerője volt, élete nagy részét muszlimok közt élvén le. Az ishmaeliták tévelygései az elsők közti keresztény vitairat a muszlimok ellen, nagyban befolyásolta a latin keresztény hozzáállást az iszlámhoz az elkövetkező évszázadokban. Az iszlám alapítóját, Mohamedet többek között hamis prófétának és Antikrisztusnak nevezi.
A harmadik rész Az igazi hit ismertetése (Ekdosis). Három beszédet írt a szentképek védelmében, amikor III. León bizánci császár rendeletben tiltotta meg az ikonok tiszteletét. Külön írásokban ítélte el a nesztorianizmust, a manicheizmust és a jakobita kereszténységet. Az oktoékhoszt, a nyolc hangnemű liturgiás könyvet és a Barlám és Jozafát görög változatát Damaszkuszi Szent Jánosnak tulajdonítják.

## Magyarul megjelent művei
- Paraklisz a boldogságos Szűz Mária tiszteletére; összeáll. Krajnyák Gábor; Szent István Társulat, Bp., 1931
- Ióannész Damaszkénosz: Első védőbeszéd a szentképek mellett, ellenzőik ellen (ford. Kárpáty Csilla) IN: Az égi és a földi szépről – Források a későantik és a középkori esztétika történetéhez (közreadja Redl Károly), Gondolat Könyvkiadó, Budapest, 1988, ISBN 963-281-843-1, 191–192. o.
- Ióannész Damaszkénosz: Harmadik beszéd a szentképek mellett, ellenzőik ellen (ford. Kárpáty Csilla) IN: Az égi és a földi szépről, 192–199. o.

## Irodalom

Ioannis Damasceni Opera, 1603